# Mike Smith (hockeista su ghiaccio)
Mike Smith (Kingston, 22 marzo 1982) è un hockeista su ghiaccio canadese professionista, di ruolo portiere, attualmente in forze agli Edmonton Oilers, formazione della National Hockey League. Il 19 ottobre 2013 ha realizzato un gol nella gara vinta per 5-2 dalla sua squadra contro i Detroit Red Wings

## Palmarès

### Nazionale
- Giochi Olimpici Invernali
  -  Soči 2014
- Campionati mondiali di hockey su ghiaccio
  -  2015